# دونالد غرانت ميتشيل
دونالد غرانت ميتشيل (بالإنجليزية: Donald Grant Mitchell)‏ (12 أبريل 1822، نورويتش في الولايات المتحدة - 15 ديسمبر 1908، نيو هيفن في الولايات المتحدة)؛ روائي أمريكي.

## روابط خارجية
- دونالد غرانت ميتشيل على موقع الموسوعة البريطانية (الإنجليزية)
- دونالد غرانت ميتشيل على موقع إن إن دي بي (الإنجليزية)